# Vassilios Tsiartas
Vassilios Tsiartas, řecky Βασίλης Τσιάρτας (* 12. listopad 1972, Alexandrie) je bývalý řecký fotbalista. Nastupoval většinou na postu ofenzivního záložníka.
S řeckou reprezentací vyhrál mistrovství Evropy roku 2004. V národním mužstvu hrál v letech 1994–2005 a odehrál 70 zápasů, v nichž vstřelil 12 gólů.
S klubem AEK Athény se stal dvakrát mistrem Řecka (1993, 1994). Dvakrát získal řecký fotbalový pohár (1996, 2002).
V sezóně 1995-96 byl vyhlášen nejlepším hráčem řecké ligy. Ve stejné sezóně byl i nejlepším střelcem nejvyšší řecké soutěže.